# Lactobacillaceae
Lactobacillaceae är en familj grampositiva bakterier av ordningen Lactobacillales. Genom fermentation (jäsning) kan de producera mjölksyra och tillhör därför mjölksyrabakterierna. Tidigare tillhörde arten Bifidobacterium bifidum laktobacillerna (Lactobacillus bifidum), men tillhör numera inte ordningen fylogenetiskt. Vad gäller metabolismen betraktas arten dock som en mjölksyrebakterie.
Arterna av denna familj är viktiga för livsmedelsindustrin. De används för framställning av mejeriprodukter, men kan även uppträda som skadedjur (i till exempel ölbryggeri. För människor är de i regel inte skadliga, de är inte patogena.
Denna familj är för närvarande (augusti 2008) indelad i tre släkten: lactobaciller (Lactobacillus), Pediococcus och Paralactobacillus. Den senare innehåller endast en art: Paralactobacillus selangorensis. Tidigare tillhörde även släktena Oenococcus, Carnobacterium, Weissella och Leuconostoc till familjen Lactobacillaceae.